# Cheiron

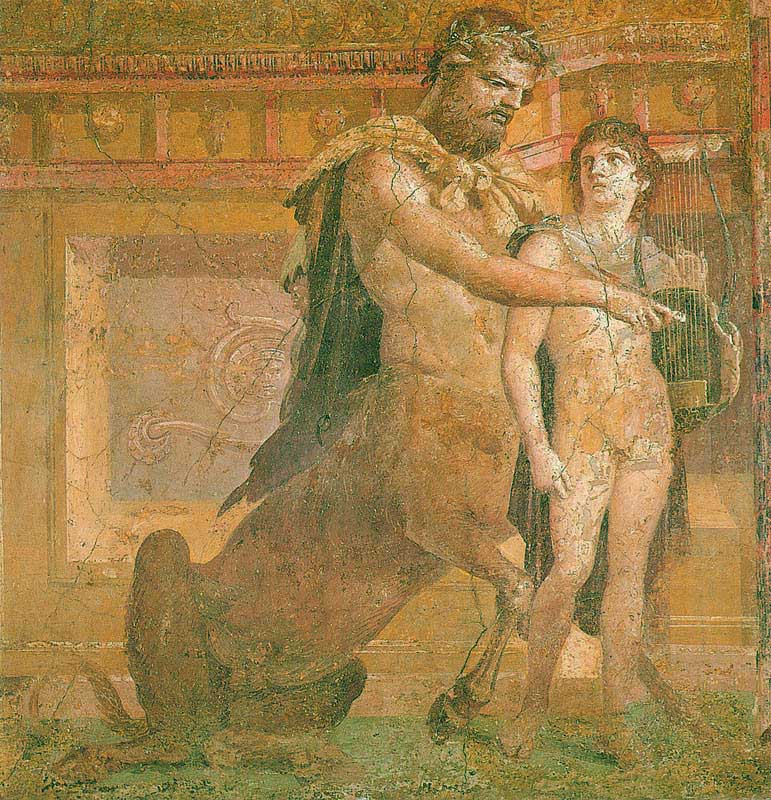
Cheiron lehrt den jungen Achilleus das Spiel auf der Kithara. Fresko aus dem Augusteum (der sogenannten Basilika) in Herculaneum. Archäologisches Nationalmuseum Neapel

Cheiron (altgriechisch Χείρων Cheírōn, lateinisch Chiron, von χείρ cheír, deutsch ‚Hand‘) ist in der griechischen Mythologie der Sohn des Kronos und der Philyra, Halbbruder des Zeus und einer der Kentauren.
Er gleicht körperlich den wilden Mischwesen aus Pferd und Mensch, die von Ixion abstammen, er selbst ist jedoch anderen Ursprungs: Um nicht von seiner Gattin Rhea entdeckt zu werden, soll Kronos ihn in der Gestalt eines Pferdes mit Philyra gezeugt haben. Bereits in der Ilias wird er seinem Wesen nach hoch über die übrigen Kentauren gestellt: Er gilt als der gerechteste unter den Kentauren. Er ist ein Freund der Götter, Erzieher der Heroen Jason, Aktaion, Aristaios, Achilleus, Kephalos, Meilanion, Nestor, Amphiaraos, Peleus, Telamon, Meleagros, Theseus, Hippolytos, Palamedes, Menestheus, Odysseus, Diomedes, Kastor, Polydeukes, Machaon, Podaleirios, Antilochos und Aineias, besitzt Kenntnisse in der Arzneikunde, galt gelegentlich als Begründer der „Chirurgie“ und übernahm die Ausbildung des Asklepios zum Arzt.
Cheiron hauste in einer Höhle am Fuße des Berges Pelion in Thessalien und war mit der Najade Chariklo verheiratet. Sie hatten eine Kentauren-Tochter mit Namen Okyroe.
Während der vierten Aufgabe des Herakles (Einfangen des Erymanthischen Ebers) gewährte der Kentaur Pholos Herakles Gastrecht, geriet dann aber mit anderen Kentauren in Streit, die dagegen waren, dass Pholos einen Krug Wein ausschenkte, der von Dionysos gestiftet war und der allen Kentauren zugedacht war. Bei der anschließenden Verfolgung der Kentauren durch Herakles wird Cheiron – entweder aus eigener Unachtsamkeit oder durch ein Versehen des Herakles – von einem mit dem Blut der Hydra vergifteten Pfeil am Knie getroffen. Weil er durch die Wunde unsägliche Qualen erdulden muss, entsagt der Zentaur seiner Unsterblichkeit zugunsten des Prometheus. Denn nach Zeus’ Willen sollte Prometheus erst wieder frei sein, wenn ein Unsterblicher sein Leben für ihn gelassen hat.
Nach seinem Ableben wurde Cheiron von Zeus als Sternbild Zentaur an den nächtlichen Himmel versetzt.